# Датум
Датум (лат. Datum) — набор параметров эллипсоида, референц-эллипсоида или квазигеоида, зафиксированный в определённый момент времени.
Магнитное поле Земли, прецессия и нутация земной оси, дрейф материков не равномерны и не постоянны, что вызывает ряд трудноучитываемых источников неоднозначностей при формировании систем координат. Так, любая система координат имеет «начало», зафиксированное на какой-то момент времени в каком-то месте (точке пространства). Однако с течением времени и под влиянием различных учитываемых и не учитываемых факторов эта точка будет гарантированно смещена в пространстве.
Понятие датума используется в геодезии и картографии для наилучшей аппроксимации эллипсоида к геоиду. Датум задаётся смещением по осям {\displaystyle X}, {\displaystyle Y}, {\displaystyle Z} референц-эллипсоида, который в свою очередь является первым приближением к геоиду на какой-либо территории, а также поворотом декартовой системы координат в плоскости осей на угол {\displaystyle r_{X}}, {\displaystyle r_{Y}}, {\displaystyle r_{Z}}. Также необходимо знать параметры референц-эллипсоида {\displaystyle a} и {\displaystyle f}, где {\displaystyle a} — размер большой полуоси, {\displaystyle f} — сжатие эллипсоида.
Датумы бывают:
- глобальными — предназначены для апроксимации земной поверхности на территории всей планеты;
- локальные — предназначены для лучшей аппроксимации территории какой-либо части земной поверхности (страны, континента, региона и т. д.).

Чаще всего с датумами приходится сталкиваться в GPS-приемниках, в ГИС-системах и в картографии при использовании какой-либо локальной координатной сети. Преобразование координат в таких системах из одного датума в другой может, в общем случае, выполняться автоматически. Неверная установка датума (либо неправильное его преобразование) в итоге даёт горизонтальные и вертикальные ошибки определения места величиной от нескольких до сотни и более метров.
Так, например, в пункте 5.60. СП 11-104-97 «Инженерно-геодезические изыскания для строительства» указано:
Инженерно-топографические планы в масштабах 1:10000, 1:5000, 1:2000, 1:1000, 1:500, 1:200 должны создаваться в результате топографических съёмок или составлением по материалам съёмок более крупного масштаба со сроком давности, как правило, не более 2 лет, с учётом требований пп. 5.189—5.199.
Таким образом, период датума для топографической съёмки составляет 2 года. Постановлением Правительства РФ № 1240 от 24 ноября 2016 устанавливается период обновления датумов для «Параметров Земли» ПЗ-90 — раз в 10 лет.
Датумы могут быть у фотоснимков (момент съёмки одного и того же места), книги (редакция), компьютерного формата данных (версии).